# La France insoumise
La France insoumise (letteralmente "La Francia indomita", abbreviata LFI o FI), rappresentata ufficialmente con il simbolo della lettera greca phi (φ) è un movimento politico francese di sinistra e sinistra radicale, lanciato il 10 febbraio 2016 per promuovere la candidatura di Jean-Luc Mélenchon alle elezioni presidenziali del 2017 e alle legislative, ed applicare il programma L'Avenir en Commun ("Il Futuro in Comune").
La campagna per le elezioni è diretta da Manuel Bompard e Alexis Corbière, dirigenti del Partito di Sinistra, con il coordinamento della docente di diritto all'università di Paris-Nanterre Charlotte Girard e dell'economista Jacques Généreux.
Dopo il primo turno dell'elezione presidenziale del 2017, Jean-Luc Mélenchon arriva in quarta posizione con il 19,58% dei suffragi espressi, non sufficienti per accedere al ballottaggio. Per la prima volta dal 1969 (quando i comunisti arrivarono davanti alla SFIO) un candidato più a sinistra supera su ampia scala quello del Partito Socialista. Nelle elezioni del 2022 Mélenchon giunge terzo, sempre dopo Emmanuel Macron e Marine Le Pen, e nuovamente davanti ai socialisti.
Alle elezioni legislative in Francia del 2024, LFI, principale partito della coalizione che ha ottenuto la maggioranza relativa, il Nuovo Fronte Popolare (in cui si trovano anche socialisti, comunisti e ecologisti), si conferma il terzo partito francese per numero di eletti, dopo il Rassemblement National e Renaissance.

## Storia

### Origini
La France Insoumise nasce dalla volontà di creare un movimento partendo "dal basso", in rottura totale con la logica dominante di un partito politico gerarchizzato. Il movimento si ispira apertamente al suo omologo spagnolo Podemos, ma anche al movimento Revolución Ciudadana di Rafael Correa in Ecuador e alla campagna di Bernie Sanders alle primarie del Partito Democratico nel 2016. 

### Fondazione
Fondato il 10 febbraio 2016, il movimento organizza un primo raduno sulla piazza Stalingrado a Parigi il 5 giugno 2016, al quale partecipano oltre 10 000 persone, ed un secondo il 28 agosto nei giardini dell'Observatoire di Tolosa.
Il programma intitolato "L'Avenir en commun" è adottato durante una convenzione a Lilla il 15 e 16 ottobre 2016, scritto da oltre 1000 persone, di cui più dei due terzi tirati a sorte tra gli aderenti del movimento. Alla convenzione hanno partecipato anche numerose personalità, tra cui Jérôme Kerviel, ex-trader della Société générale, Antoine Deltour, che ha rivelato lo scandalo LuxLeaks, Paul Ariès, politologo, Aminata Traoré, ex-ministro della cultura, Zōī Kōnstantopoulou, l'ex-presidente del parlamento greco, e molti altri.
Il 23 gennaio 2017 nasce l'Association de financement de la formation politique La France insoumise, col fine di finanziare le attività de LFI, in questo modo il movimento diventa partito politico, potendo così presentarsi alle elezioni legislative.
Il 13 maggio 2017 si tiene la seconda convenzione, a Villejuif, per preparare le elezioni legislative di giugno.

### Presidenziali 2017
La campagna presidenziale è diretta da Manuel Bompard, segretario nazionale del Partito di Sinistra, mentre Alexis Corbière, anche lui del PG, è nominato portavoce. 
Il 18 marzo Jean-Luc Mélenchon e LFI organizzano, nel giorno del 146° anniversario della Comune di Parigi, una "marcia per la VI° Repubblica", a cui partecipano, secondo gli organizzatori, 130 000 persone.

Nella corsa alla presidenza Mélenchon ottiene il sostegno del Partito di Sinistra, del Partito Comunista, di dissidenti di Europe Écologie Les Verts e da altri partiti di sinistra e ecologisti.

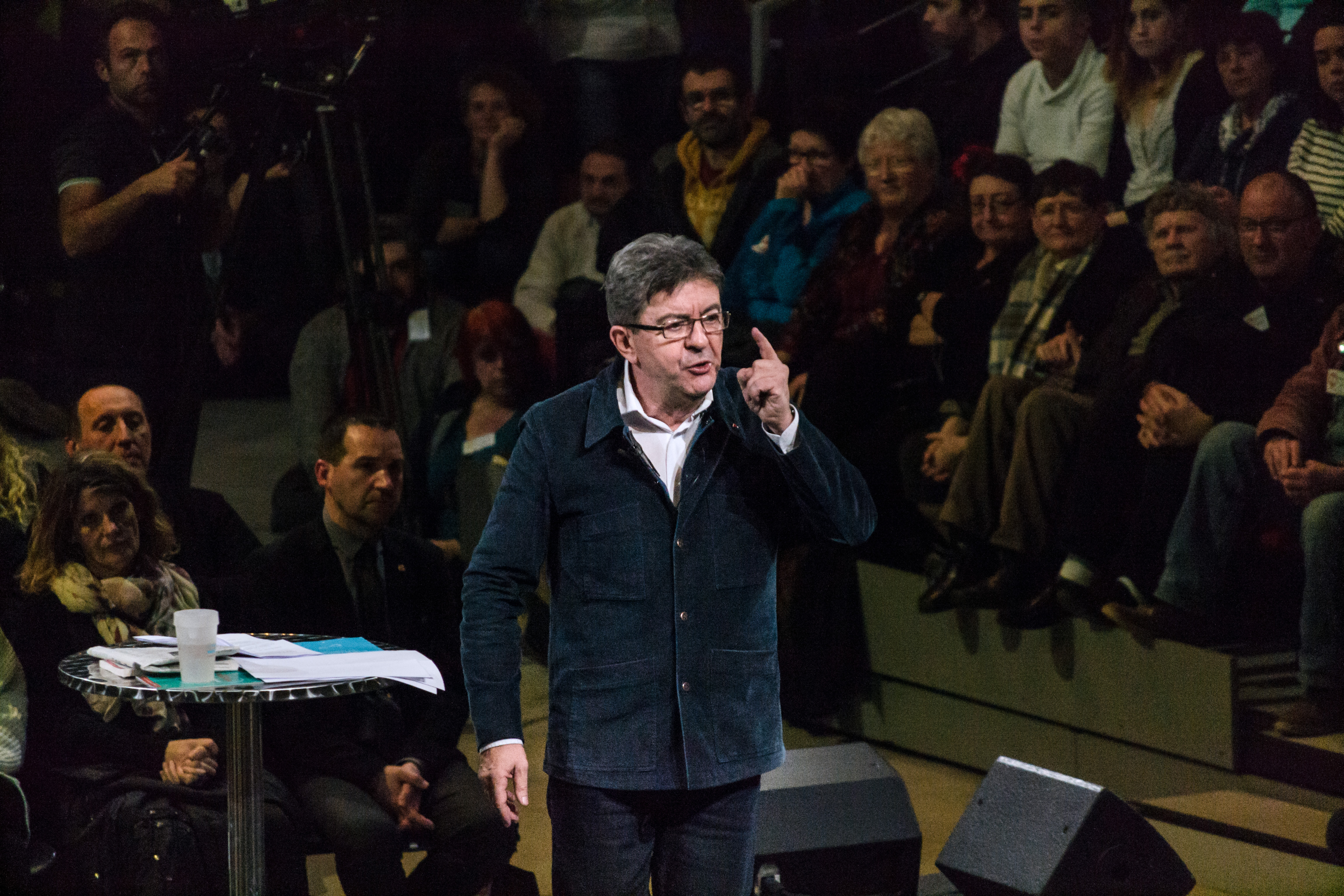
Il candidato alla presidenziali 2017 de La France insoumise, Jean-Luc Mélenchon, in un comizio a Brest (28 febbraio 2017)

Al primo turno delle elezioni presidenziali francesi del 2017, Jean-Luc Mélenchon arriva 4º con 19,58 % dei suffragi con più di 7 milioni di voti, il che non gli permette di accedere al secondo turno. Arriva comunque primo in 8 grandi città: Marsiglia, Tolosa, Montpellier, Lilla, Le Havre, Saint-Étienne, Nîmes e Grenoble, e in 7 dipartimenti: Ariège, Dordogna, Guyana, La Réunion, Martinica, Saint-Pierre e Miquelon e Seine-Saint-Denis.
Per il secondo turno non da indicazioni di voto né per Emmanuel Macron né per Marine Le Pen, rivelando però in seguito che sarebbe andato a votare, e non per Marine Le Pen.

### Legislative 2017
Per il primo turno delle elezioni legislative dell'11 giugno 2017 LFI raggiunge dei patti di desistenza con i comunisti, senza però raggiungere un accordo nazionale. Inoltre LFI rifiuta anche un accordo con gli ecologisti, che si alleeranno poi con i socialisti.
Al primo turno delle legislative ottiene l'11,3%, superando anche il Partito Socialista francese.
Sono eletti sotto le insegne di La France Insoumise 17 deputati:
- 5 come esponenti dell'intera formazione (Michel Larive, Danièle Obono, Mathilde Panot, Loïc Prud'homme, Sabine Rubin);
- 7 del Partito di Sinistra (Ugo Bernalicis, Éric Coquerel, Alexis Corbière, Bastien Lachaud, Jean-Luc Mélenchon, Adrien Quatennens e Muriel Ressiguier);
- 2 del Partito Comunista Francese (Stéphane Peu e Bénédicte Taurine).
- 2 di Ensemble! (Clémentine Autain e Caroline Fiat);
- 1 di Picardie Debout (François Ruffin).

Inoltre risultano eletti anche altri cinque deputati sostenuti da LFI, grazie a accordi di desistenza. La maggior parte di questi deputati si iscriverà al gruppo parlamentare comunista, a cui aderirà anche l'eletto LFI Stéphane Peu, appartenente al PCF. 
Gli eletti di LFI daranno vita a un autonomo gruppo parlamentare, cui aderirà anche Jean-Hugues Ratenon, esponente di Rézistan's Égalité 974. Si tratta del primo gruppo di opposizione in parlamento: dopo la schiacciante vittoria dell'astensione (55% degli elettori non si sono recati ai seggi), lo scrutinio uninominale maggioritario ha infatti favorito il partito del presidente Macron (305 deputati) e del suo alleato François Bayrou (42 deputati del MoDem). I Repubblicani, favorevoli alla linea politica del governo, ottengono 140 seggi mentre i socialisti, divisi tra i sostenitori e non del governo, crollano a poco più di 30. La France Insoumise è quindi uno dei movimenti al centro della ricomposizione politica che vive la Francia e Jean-Luc Melenchon ha intenzione di sfruttare al massimo questa posizione vantaggiosa per pesare nei negoziati sul nuovo Codice del Lavoro che prepara Emmanuel Macron.
Da giugno 2018 il partito è tra i promotori dell'alleanza europea Ora il Popolo insieme al partito spagnolo Podemos e al portoghese Bloco de Esquerda.
Il partito non presenta candidati per le elezioni senatoriali di settembre 2017, decisione motivata sia dal basso numero di grandi elettori in grado di votare a loro favore, ma anche dalla volontà dichiarata di abolire il Senato.
A partire da fine del 2018 molti membri abbandonano il partito. Sono indicate tra le motivazioni la mancanza di democrazia interna e l'esclusione dell'ala populista e sovranista dalle liste per le elezioni europee del 2019.

### Presidenziali 2022
L'8 novembre 2020 Jean-Luc Mélenchon ha annunciato la sua candidatura per le elezioni presidenziali del 2022, a condizione che almeno 150.000 persone lo avessero sostenuto su una piattaforma digitale chiamata “Nous sommes pour!” ". Questa “investitura popolare” si basa su una proposta della commissione Jospin per le candidature presidenziali, che propone di sostituire le attuali 500 firme di grandi elettori (quali deputati, senatori e eletti locali) con 150.000 patrocini cittadini. Quattro giorni dopo annunciò di aver ottenuto queste 150.000 firme. Esattamente quattordici mesi dopo, l'8 gennaio 2022, ha annunciato che questo numero era quasi raddoppiato, arrivando a oltre 270.000 firme.
Nell’ottobre 2021, Mélenchon lancia un nuovo movimento, l’Unione Popolare. Nel dicembre 2021, ha annunciato la creazione di un “Parlamento dell’Unione Popolare” che mira a riunire personalità esterne a LFI che sostengano la sua candidatura. Questa struttura è diretta da Aurélie Trouvé e accoglie accademici, leader di associazioni e sindacati, personaggi di diversi movimenti sociali e persino artisti. Accoglie anche personalità provenienti da altri gruppi politici di sinistra, come il PCF (Sébastien Jumel, Karine Lebon, ecc.), EELV (Thomas Portes) o Génération.s (Ali Rabeh). Mélenchon ha anche ricevuto il sostegno di Gérard Filoche (Gauche démocratique et sociale) e Aymeric Caron (Révolution écologique pour le vivant), entrambi entrati nel Parlamento dell'Unione Popolare.
Inoltre Mélenchon afferma che la sua terza candidatura alla presidenza sarebbe stata l'ultima.
L'ex ministro della Giustizia Christiane Taubira (vincitrice delle primarie della sinistra, ma che non ha ricevuto abbastanza grandi elettori, parrainages, per candidarsi) ha dichiarato pubblicamente, l'ultimo giorno della campagna ufficiale, che avrebbe votato per Jean-Luc Mélenchon, "l'unico candidato di sinistra capace di sbarrare la strada all’estrema destra al primo turno”.
Il movimento candida alle elezioni presidenziali in Francia del 2022 il suo leader Mélenchon che giunge terzo con il 21,95% dei voti, dopo il centrista Macron e la candidata di estrema destra Marine Le Pen, non accedendo al ballottaggio. Si tratta del miglior risultato registrato per un terzo dall'elezione del Presidente della Repubblica a suffragio universale diretto. È aumentato di 655.000 voti rispetto al 2017. Molti dissidenti comunisti rimproverarono Fabien Roussel, candidato comunista alla presidenza e alleato della France insoumise nel 2017, di non essersi ritirato sostenendo Jean-Luc Mélenchon: se tutti gli elettori comunisti avessero votato Mélenchon, lui avrebbe avuto accesso al ballottaggio. Nel novembre 2020, Fabien Roussel ha spiegato il mantenimento della sua candidatura a Adrien Quatennens (LFI), dichiarando che riteneva impossibile una vittoria per la sinistra, infatti alla vigilia del primo turno, i sondaggi davano Jean-Luc Mélenchon tra il 17% e il 18%, e Marine Le Pen tra il 22 e il 25%, un divario che non poteva essere colmato dai voti dei comunisti.
La sera del primo turno, Jean-Luc Mélenchon ha invitato quattro volte a “non dare un solo voto a Madame Le Pen” al ballottaggio.

### NUPES
Nell’ambito delle elezioni legislative del 2022, LFI – prima forza di sinistra alle elezioni presidenziale – cerca di riunire i principali partiti di sinistra attorno alla bandiera dell’Unione Popolare. Si tengono incontri con Europe Écologie Les Verts (EELV), il Partito Socialista (PS), il Partito Comunista Francese (PCF) e il Nuovo Partito Anticapitalista (NPA). Il movimento Génération.s, fondato da Benoît Hamon, è il primo a aderire all'Unione Popolare il 29 aprile.
Nella notte tra l'1 e il 2 maggio è stato concluso un accordo con l'EÉLV sotto la bandiera comune della Nouvelle Union populaire écologique et sociale (NUPES).
Il 3 maggio il Partito Comunista Francese aderisce alla NUPES. Il 4 maggio, il Partito socialista ha annunciato di aver concluso un accordo, da ratificare negli organi interi del partito, con LFI. Questo accordo è stato convalidato nella notte tra il 5 e il 6 maggio dal consiglio nazionale del PS. Allo stesso tempo, l’NPA ha annunciato in un comunicato stampa di non essere in grado di raggiungere un accordo per l’adesione alla NUPES.
Al primo turno delle elezioni legislative, la NUPES ha raccolto il 25,66% dei voti a livello nazionale, ed era quasi alla pari con la coalizione dell'Ensemble della maggioranza presidenziale con 21.000 voti in meno. Al secondo turno, la NUPES si è classificata seconda in Francia e prima forza di opposizione, con 131 deputati eletti (rispetto ai 245 della coalizione presidenziale). Di questi 131 deputati, 72 provengono da LFI. Analizzando i risultati sui partiti iniziali, LFI ottiene risultati peggiori di quelli del partito di Marine Le Pen, il Rassemblement National, che ottiene 89 seggi. Questi risultati, che privano la maggioranza presidenziale della maggioranza assoluta, inaugurano secondo gli analisti un ritorno al parlamentarismo, con la necessità di ottenere, caso per caso, alleanze per far passare i progetti.

### Nuovo Fronte Popolare
Alle elezioni legislative del 2024, convocate da Macron dopo i risultati delle europee, Melenchon è uno dei fautori della nascita del Nuovo Fronte Popolare che raggruppa il suo partito, il Partito Socialista, il Partito Comunista Francese, Place publique, gli Ecologisti e numerose altre forze minori della sinistra francese. 
La coalizione che raccoglie il 28,06% al primo turno e il 25,68%; con 168 deputati eletti il NFP risulta essere la prima coalizione davanti a Ensemble di Macron e al Rassemblement National di Le Pen mentre il partito di Mélenchon con 71 deputati è la prima forza del raggruppamento e la terza in assoluto dopo le altre due dei rivali.
Nelle elezioni legislative del 2024, La France insoumise rifiuta di sostenere cinque dissidenti: Alexis Corbière, Raquel Garrido, Frédéric Mathieu, Hendrik Davi e Danielle Simonnet, che accusano il partito di "epurazione". Corbière, Simonnet e Davi, che si erano presentati alle elezioni contro i candidati della France Insoumise, sono eletti all'Assemblea nazionale. Raquel Garrido, arrivata terza al primo turno, ha scelto di ritirarsi per lasciare il campo libero ad Aly Diouara, candidato ufficiale di LFI arrivato in testa. I dissidenti fonderanno un nuovo partito chiamato L'Après, inoltre i tre deputati rieletti, così come Clémentine Autain e François Ruffin aderiranno al gruppo ecologista e solidale nell'Assemblea nazionale.
Nel settembre 2024 abbandona il Partito della Sinistra Europea, cui aderiva come osservatore, per fondare l'European Left Alliance.

## Dirigenti
| Immagine | Coordinatore      | Durata    |
| -------- | ----------------- | --------- |
|          | Manuel Bompard    | 2017–2019 |
|          | Adrien Quatennens | 2019–2022 |
|          | Manuel Bompard    | Dal 2022  |

## Risultati elettorali

### Elezioni presidenziali
| Anno | Candidato supportato | 1º Turno  | 1º Turno   | 2º Turno | 2º Turno |
| Anno | Candidato supportato | Voti      | %          | Voti     | %        |
| ---- | -------------------- | --------- | ---------- | -------- | -------- |
| 2017 | Jean-Luc Mélenchon   | 7.059.951 | 19,6 (4.º) |          |          |
| 2022 | Jean-Luc Mélenchon   | 7.712.520 | 22,0 (3.º) |          |          |

### Elezioni legislative
| Anno | 1º Turno  | 1º Turno   | 1º Turno | 2º Turno  | 2º Turno   | 2º Turno | Seggi    | +/- | Status      |
| Anno | Voti      | %          | +/-      | Voti      | %          | +/-      | Seggi    | +/- | Status      |
| ---- | --------- | ---------- | -------- | --------- | ---------- | -------- | -------- | --- | ----------- |
| 2017 | 2.497.622 | 11,0 (4.º) |          | 883.573   | 4,9 (5.º)  |          | 17 / 577 |     | Opposizione |
| 2022 | 3.142.354 | 13,8 (3.º) | 2,8      | 3.329.496 | 16,1 (3.º) | 11,2     | 72 / 577 | 55  | Opposizione |
| 2024 | 3.373.225 | 10,52 (    |          | 2.295.510 | 8,41       |          | 71 / 577 |     | Opposizione |

(Dati in aggiornamento...)

### Elezioni europee
| Anno | Voti      | %          | +/- | Seggi  | +/- |
| ---- | --------- | ---------- | --- | ------ | --- |
| 2019 | 1.428.548 | 6,3 (5.º)  |     | 5 / 74 |     |
| 2024 | 2.448.703 | 9,89 (4.º) |     | 9 / 81 | 3   |